# ك. يوجين ستيفنز
ك. يوجين ستيفنز (بالإنجليزية: C. Eugene Stephens)‏ هو سياسي أمريكي، ولد في 20 ديسمبر 1889، وتوفي في 25 يونيو 1970. حزبياً، نشط في الحزب الجمهوري.